# Plus Talent
Plus Talent é uma empresa brasileira de organização, produção e promoção de eventos, fundada em 1994 por Luiz Eurico Klotz, Edo Van Duyn e Silvio Conchon. A empresa que é líder do segmento no país, produz importantes festivais de música eletrônica, tais como Xxxperience Festival e a edição do Tomorrowland no Brasil. No final de 2014 foi adquirida pela americana SFX Entertainment.